# Нец
Нец (алб. Nec) је насељено место у општини Ђаковица, на Косову и Метохији. Према попису становништва из 2011. у насељу је живело 253 становника.

## Историја
Први становници Неца су црногорски досељеници после Балканских ратова. Године 1920. житељи Срби и Црногорци су саградили лепу сеоску цркву. Априла 1941. године сви становници овог, као и околних села бивају протерани од стране албанских банди и одлазе у избеглиштво, углавном у Црну Гору. Када су се после рата вратили на своја имања, затекли су попаљене куће и срушену цркву, која никада више није обновљена. Сазидане су им нове, тзв. насељеничке куће, од две собе и кухиње са огњиштем на средини. Под је био од набијене земље, а покућство више него оскудно. Наставили су свој тежак сељачки живот, а са отварањем првих фабрика млађи су се запошљавали у Ђаковици, удаљеној више од седам километара. До села није било струје ни пута, па тако почињу и прва исељавања. Власт њихова имања откупљује и поклања албанским емигрантима.
Седамдесетих година ово село престаје да буде црногорско, и постаје албанско. У селу је до рата 2008. живела само једна црногорска породица, Вуксановићи, али су их комшије протерале и опљачкале њихову кућу, а имање узурпирали. Гробље је оскрнављено и на њему се чува њихова стока. Остали су само темељи цркве да сведоче да је ту некада живео српски народ који је два пута у једном веку доживео да буде протеран из својих кућа и опљачкан.

## Становништво
Према попису из 2011. године, Нец има следећи етнички састав становништва:
| Националност | 2011.        |
| Албанци      | 253 (100,0%) |
| Укупно       | 253          |

| Демографија | Демографија | Демографија |
| Година      | Становника  | Становника  |
| ----------- | ----------- | ----------- |
| 1948.       | 167         |             |
| 1953.       | 222         |             |
| 1961.       | 218         |             |
| 1971.       | 222         |             |
| 1981.       | 277         |             |
| 1991.       | 281         |             |
| 2011.       | 253         |             |